# T43
T43 är ett svenskt dieselelektriskt lok som tillverkades av Nohab under åren 1961-1963. Kraftkällan i ett T43-lok är en EMD 12-567C-motor av tvåtaktsdiesel-typ som tillverkades av amerikanska General Motors. Varvtalet är 275 v/min i tomgång och 835 v/minut i körläge 8. Huvudgeneratorn är av typ LJD 138 och traktionsmotorerna är av typ LJB 76. Åtta av loken är försedda med GM:s multipelutrustning och kan därför köras ihop med andra GM-lok upp till tre stycken. Två lok har på senare år fått sina motorer utbytta. Dels har 257:a fått en miljövänlig motor, bättre ljuddämpare och lokdator och dels har 215 blivit ombyggt till hybridlok med kombinerad diesel- och batteridrift med väsentligt lägre bränsleförbrukning som följd.

## Tjänstgöring
T43 kom att bli den loktyp som slutligen möjliggjorde avvecklingen av ånglokstjänsten. Visserligen fanns ånglok kvar som reservlok men ingen tidtabellsmässig körning förekom efter 1963. Fram till i mitten på 1980-talet användes loken både för person- och godstrafik. Främst var det på Blekinge kustbana som T43 användes för att dra persontåg. T43 har använts i godstågstjänst i större delen av landet. Mot slutet av 1980-talet kom T44 att ta över mer och mer av T43:ans användningsområden. SJ avvecklade loktypen under 1990-talet och överlät loken till Banverket och TGOJ. Därefter har loken i omgångar sålts till olika privata företag. Numera används de dock nästan uteslutande till godstrafik och växling. 2015 såldes två lok till Guinea som dragare för malmtåg. Hector Rail som äger fyra lok har istället littera 841 på sina lok.

## Färgsättning
T43 är en av de fordonstyper på det svenska järnvägsnätet som har haft flest färgsättningar. Ursprungligen var loken målade i rött, vitt och blått. Denna färg byttes under 1970-talet mot orange med mörkblå huvar och hytt enligt samma mönster som T44. När sedan banverket tog över en del av loken kom flera av dessa att målas i gult med blå huv och blå linje på sidan, ett kom att bli gult med röd huv och ett helgult. TGOJ målande sina i grönt med blå linjer i ändarna enligt sitt mönster på V10 och V11. Allt eftersom loken såldes till privata järnvägsbolag uppstod allt fler färgsättningar. År 1999 målades en T43 tillhörande Tågab om till en orange och svart färgsättning för medverkan i filmen Dancer In The Dark, en färgsättning som loket fortfarande har (oktober 2021). Inför 150-årsjubileet har Inlandsbanan AB:s T43 222 åter lackerats i ursprungsfärgen.

## Museilok
T43 235 finns bevarat hos Sveriges Järnvägsmuseum i Gävle. Det är sedan 2014 återställt i ursprungsfärgsättningen.